# SPC24
SPC24‏ (SPC24, NDC80 kinetochore complex component) هوَ بروتين يُشَفر بواسطة جين SPC24 في الإنسان.